# Episodi di Riding Academy (prima stagione)
La prima stagione di Spirit: Avventure in libertà - L'accademia equestre (Riding Academy) è stata trasmessa negli USA il 3 aprile 2020 su Netflix.
| Nº | Nº | Titolo originale               | Titolo italiano                      | Prima TV USA  | Prima TV Italia |
| -- | -- | ------------------------------ | ------------------------------------ | ------------- | --------------- |
| 63 | 1  | Home Is Where the Herd Is      | L'addestramento di governatore       | 3 aprile 2020 | 2020            |
| 64 | 2  | Festival of Festivals          | Il festival dei festival             | 3 aprile 2020 | 2020            |
| 65 | 3  | Palomino Bluffs Riding Academy | Scuola d'equitazione Palomino Bluffs | 3 aprile 2020 | 2020            |
| 66 | 4  | The Neighs Have It             | La rappresentante del dormitorio     | 3 aprile 2020 | 2020            |
| 67 | 5  | A Rider's Balance              | Il giusto equilibrio                 | 3 aprile 2020 | 2020            |
| 68 | 6  | Welcome Back Otter             | Ben ritrovato, cucciolo di lontra!   | 3 aprile 2020 | 2020            |
| 69 | 7  | The Palomino Family Affair     | Il fine settimana di famiglia        | 3 aprile 2020 | 2020            |